# Salice Salentino Pinot bianco
Il Salice Salentino Pinot bianco è un vino DOC la cui produzione è consentita nelle province di Brindisi e Lecce.

## Caratteristiche organolettiche
- colore: giallo paglierino tenue.
- odore: caratteristico, gradevolmente fruttato.
- sapore: asciutto, vellutato, caratteristico.

## Produzione
Provincia, stagione, volume in ettolitri
- Lecce  (1994/95)  101,22
- Lecce  (1995/96)  112,42
- Lecce  (1996/97)  591,99